# Seleção Australiana de Futebol de Areia

Escudo da Seleção Australiana de Futebol de Areia

A Seleção Australiana de Futebol de Areia representa a Austrália nas competições internacionais de futebol de areia. Foi criada em 2007 pela entidade que organiza a modalidade no país. Ocupa a sexagésima nona posição do Ranking Mundial da BSWW. A equipe disputou a Copa do Mundo de Futebol de Areia de 2005.